# Sportpark Duisburg

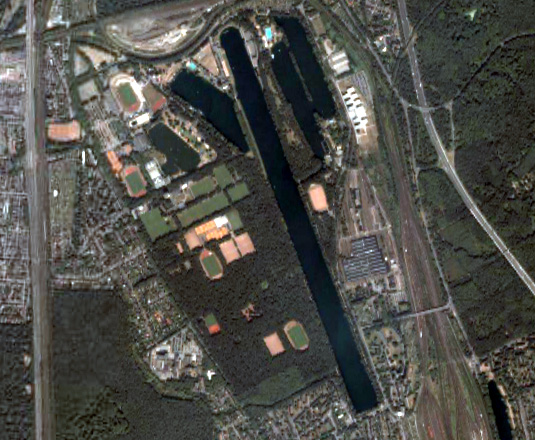
Der Sportpark aus der Luft

Der Sportpark Duisburg (früher: Sportpark Wedau) ist ein etwa 200 Hektar großes Sport- und Erholungsgebiet im Süden des im Duisburger Stadtbezirk Mitte liegenden Stadtteils Neudorf. Er zählt zu den größten zusammenhängenden Sportparks Deutschlands und bietet unter anderem Trainings- und Wettkampfstätten für Wasserski, Wakeboard, Fußball, Eishockey, American Football, Leichtathletik, Schwimm-, Kanu- und Rudersport.

## Geschichte
Ende des 19. Jahrhunderts diente das ehemalige Waldgebiet der Firma Krupp der Auskiesung zwecks Verfüllung der in der Stahlindustrie anfallenden Schlacke.
Im Jahre 1919 hinterließ Krupp der Stadt Duisburg das Gebiet mit der Auflage, dort ein Sport- und Erholungsgebiet für die Duisburger Bevölkerung zu errichten.
Durch die Auskiesungen entstanden drei Seen: der Margaretensee, der Bertasee und der Barbarasee. Berta- und Barbarasee sind durch Kanäle mit der Regattabahn, die zwischen diesen beiden Seen nach Süden hin gebaut wurde, verbunden.

## Die Sportstätten

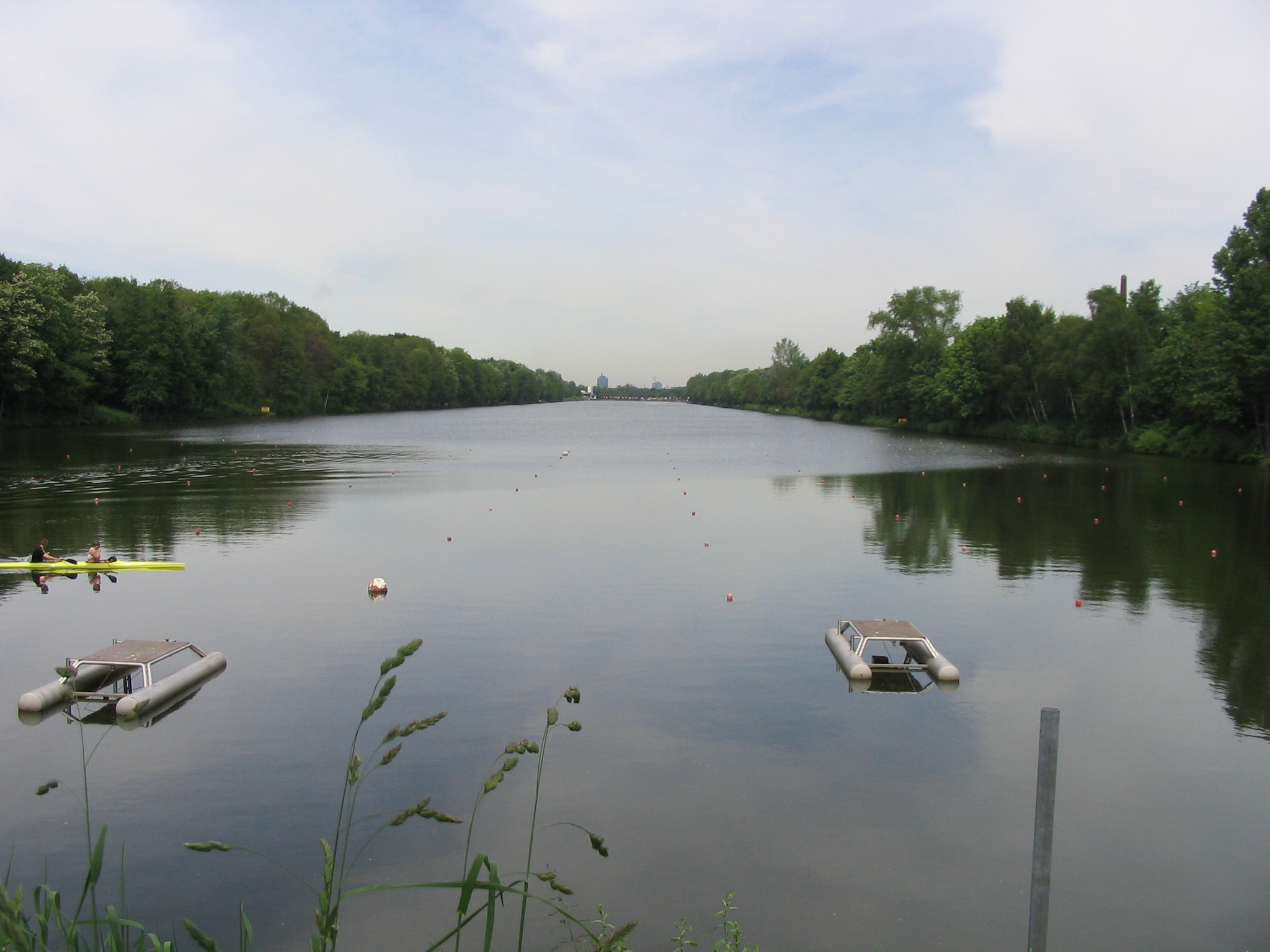
An der Regattabahn im Sportpark Wedau trainieren Ruderer, Kanuten und Läufer

Die Duisburger Regattabahn ist heute ein bedeutender internationaler und nationaler Austragungsort im Kanu-, Ruder- und Motorbootsport. Neben zahlreichen deutschen Meisterschaften fanden dort unter anderem folgende Veranstaltungen statt:
- 1979, 1987, 1995, 2007, 2013 und 2023: die Kanu-Weltmeisterschaften
- 1983: die Ruder-Weltmeisterschaften
- 1989: die Ruder-Wettbewerbe im Rahmen der Sommer-Universiade
- 2001: die Ruder-Weltmeisterschaften der Junioren
- 2005: die Kanupolo-, Drachenboot- und Wasserski-Wettbewerbe im Rahmen der World Games 2005.

Neben dem Schwimmstadion, dem Strandbad, beleuchteter Nachtlaufstrecke, Wasserskibahn und weiteren Sportstätten umfasst das Sportgelände die etwa 31.000 Zuschauer umfassende Schauinsland-Reisen-Arena, die Heimspielstätte des MSV Duisburg, sowie die Eissporthalle, in welcher der EV Duisburg seine Heimspiele bestreitet. Zwischen Margarethenstraße und Kalkweg befindet sich zu dem ein Leichtathletik-Stadion (Bezirkssportanlage Wedau III).

## Weitere Einrichtungen
Im südlichen Teil des Sportparks an der Friederich-Alfred-Allee befinden sich die Geschäftsstellen des Landessportbunds NRW und des Westdeutschen Fußballverbandes, die neben mehr als 20 weiteren Sportverbänden hier ihren Sitz haben. Dazu zählt ist auch die Bundesgeschäftsstelle des Deutschen Kanu-Verbandes in der Bertaallee.
Auf dem Gelände des Landessportbundes befindet sich auch die Sportschule Wedau des Fußballverbandes Niederrhein, die nach eigenen Angaben zu den bedeutendsten Sportschulen der Bundesrepublik zählt.
Als Talentschmiede für den deutschen Fußball finden mehrmals im Jahr die DFB-Sichtungsturniere statt.
An der Regattabahn liegt das Bundesleistungszentrum für Kanurennsport.
Südlich des Sportparks schließt sich das etwa drei Quadratkilometer umfassende Erholungsgebiet der Duisburger Sechs-Seen-Platte an.

## Jüngere Erweiterungen

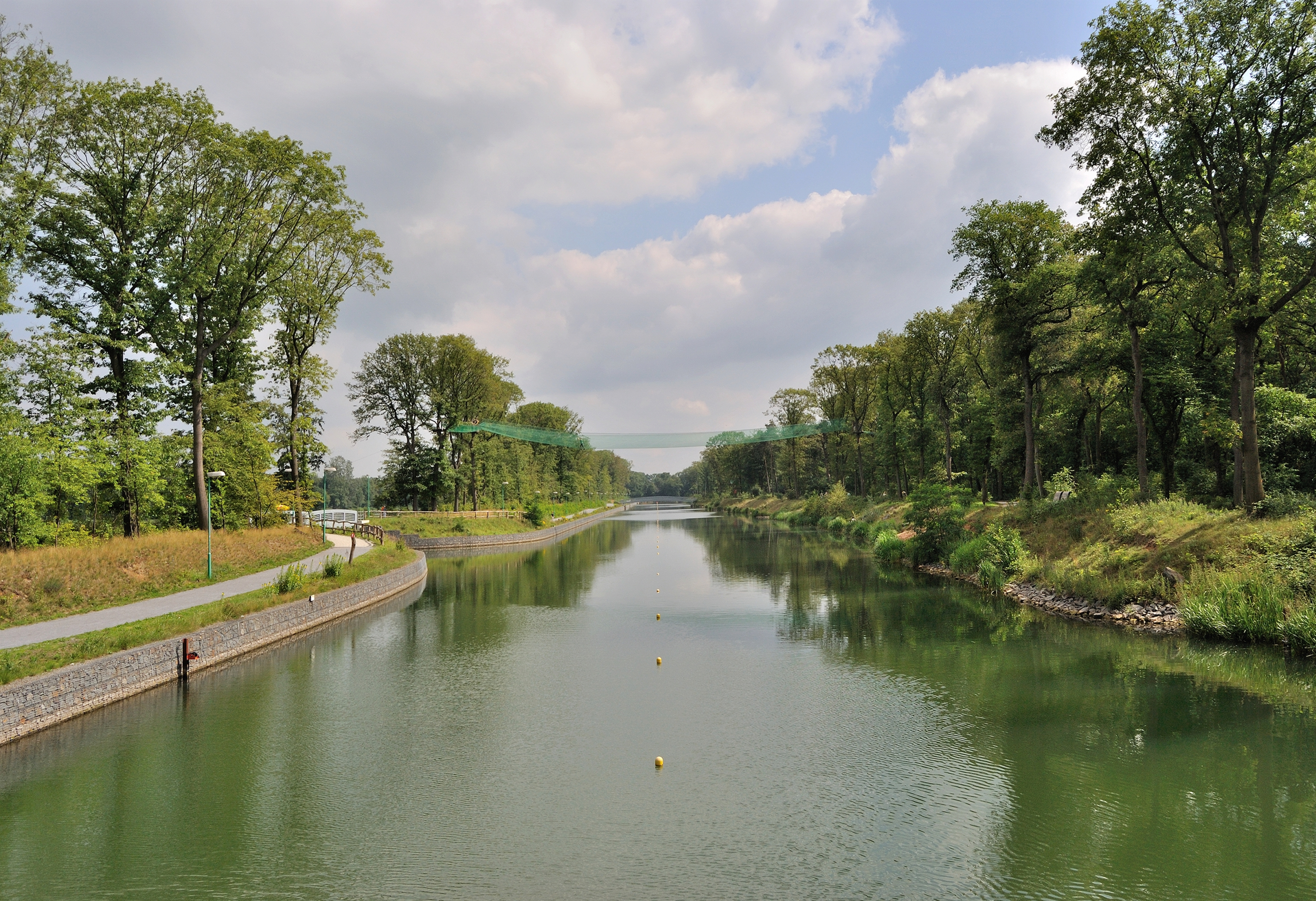
Der künstlich angelegte Parallelkanal (parallel zur Regattabahn).

Der Rat der Stadt Duisburg hat am 12. Juni 2006 beschlossen, einen Parallelkanal am Westufer der Regattabahn zu bauen, damit diese auch zukünftig internationalen Standards für Kanu- und Ruderwettkämpfe entspricht. Dafür wurden Anfang 2007 etwa sechs Hektar Wald gerodet. Als Ausgleichsfläche für den Wedauer Wald sollen Brachflächen im Norden Duisburgs aufgeforstet werden. In einem ersten Bauabschnitt wurden ein Stichkanal von der Regattastrecke zum Bertasee sowie eine Kamerafahrstrecke erstellt, die bereits für die Kanurennsport-Weltmeisterschaften 2007 genutzt wurden. Der insgesamt 14 Mio. € teure Ausbau wurde im Frühjahr 2008 abgeschlossen, wobei es zu erheblichen Kostensteigerungen kam.
Gegen diese Pläne gab es Proteste von Anwohnern und Umweltschützern, nicht zuletzt deshalb, weil in dem Wald eine seltene Fledermausart leben sollte und die Öffentlichkeit im Verhältnis zur Größe des Vorhabens vergleichsweise wenig informiert wurde. Auch wurden Alternativen wie der Bau eines Kanals auf der östlichen Seite der Regattabahn vorgeschlagen, die von der Verwaltung und den Sportorganisationen allerdings als ungeeignet abgelehnt wurden.
Bund für Umwelt und Naturschutz (BUND), Naturschutzbund Deutschland (NABU) und die Schutzgemeinschaft Deutscher Wald (SDW) hatten sich gegen die Maßnahme ausgesprochen und eine Klage gegen den Planfeststellungsbeschluss eingereicht. Im Planfeststellungsbeschluss der Stadt Duisburg war der sofortige Vollzug der Baumaßnahme erlaubt. Ein Eilantrag gegen diesen Passus im Rahmen der Klage scheiterte sowohl beim Verwaltungsgericht Düsseldorf als auch beim Oberverwaltungsgericht Münster. Dabei hatten die Gerichte Dringlichkeitsaspekte aus der Förderfinanzierung über die sorgfältige Prüfung der Aspekte des Arten- und Landschaftsschutzes gestellt.
Am 5. Juli 2008 wurde der Parallelkanal offiziell eröffnet. Zu der "Wasserwelt Wedau" gehören der Parallelkanal, ein neuer Wasserspielplatz und ein Klettergarten.
Die Kosten für das gesamte Projekt betragen ca. 18 Millionen Euro. Insgesamt wurden etwas mehr als 6,6 Hektar Wald gerodet. Die Stadt hat als Ausgleichsmaßnahme für jeden gefällten Baum vier neue pflanzen lassen.
Im September 2008 wurde der Name von Sportpark Wedau in Sportpark Duisburg geändert, um die über den Stadtteil hinausgehende Bedeutung der Anlagen besser darzustellen.
2013 wurde eine neue Jugendherberge im nördlichen Teil des Sportparks errichtet. Diese löste eine ältere in der Nähe der Städtischen Kliniken ab und legt ihren Schwerpunkt auf Natur und Sport.